# 1929年の日本公開映画
- 映画 > 映画の一覧 > 年度別日本公開映画 > 1929年の日本公開映画
- 映画 > 1929年の映画 > 1929年の日本公開映画

1929年の日本公開映画（1929ねんのにほんこうかいえいが）では、1929年（昭和4年）1月1日から同年12月31日までに日本で商業公開された映画の一覧を記載。作品名の右の丸括弧内は製作国を示す。
記載の凡例については年度別日本公開映画#凡例を参照

## 作品一覧

### 1月
- 6日
  - 空中サーカス（アメリカ）[1] - 『紐育の波止場』の同時上映
  - 紐育の波止場（アメリカ）[1] - キネマ旬報ベストテン外国映画1位
- 7日
  - 夜明け前（アメリカ）[2]
- 15日
  - 愛人 時枝の巻（日本）[3]
  - 浪人街 第二話 楽屋風呂 第一篇（日本）[4]
- 18日
  - 熊馴らしの娘（アメリカ）[5]
  - 笑ふ男（アメリカ）[6]
- 27日
  - 彼と人生（日本）
- 31日
  - 人生の乞食（アメリカ）[7] - キネマ旬報ベストテン外国映画3位

### 2月
- アビーの白薔薇（アメリカ）
- 噂の女（アメリカ）
- 市俄古（シカゴ）（アメリカ）
- 情炎の美姫（アメリカ）
- 女優情史（アメリカ）
- 都会の哀愁（アメリカ） - キネマ旬報ベストテン外国映画10位
- 都会の幻想（アメリカ）
- 魔術師（アメリカ）
- モン・パリ（フランス）
- リーベ（ドイツ）
- 1日
  - 日本橋（日本）
- 8日
  - 栄冠（日本）
  - 浪人街 第二話 楽屋風呂 解決篇（日本）
- 15日
  - 波浮の港（日本、帝国キネマ）
  - 波浮の港（日本、日活）
- 21日
  - 波浮の港（日本、東亜キネマ）

### 3月
- 女の一生（アメリカ） - キネマ旬報ベストテン外国映画8位
- 銀界征服（スイス）
- 紅の踊（アメリカ）
- 三週間（アメリカ）
- ヴェルダン（フランス）
- モダン結婚（アメリカ）
- 1日
  - 灰燼（日本）[8] - キネマ旬報ベストテン2位
- 2日
  - 君恋し（日本、松竹キネマ）[9]
  - 野良犬（日本）[9] - 松竹キネマ『君恋し』の同時上映
- 7日
  - 肉体と悪魔（アメリカ）[10]
- 8日
  - 君恋し（日本、マキノ・プロダクション）
  - 君恋し（日本、河合映画製作社）
  - 君恋し（日本、日活）
- 14日
  - 知られぬ人（アメリカ）[11]
- 21日
  - キング・オブ・キングス（アメリカ）[12]
- 28日
  - 最後の警告（アメリカ）[13]

### 4月
- 赤毛布恋の渦巻（アメリカ）
- ヴァレンシア（アメリカ）
- ウォール街の狼（アメリカ）
- カナリヤ殺人事件（アメリカ）
- 彼の捕へし女（アメリカ）
- 気まぐれ女優（アメリカ）
- シンガポール（アメリカ）
- 店曝らしの天使（アメリカ）
- 鉄仮面（アメリカ）
- 3日
  - メトロポリス（ドイツ） - キネマ旬報ベストテン外国映画4位
- 10日
  - あゝ玉杯に花うけて（日本）
- 12日
  - 朝日は輝く（日本）
- 13日
  - 学生ロマンス 若き日（日本）
- 19日
  - 生ける人形（日本） - キネマ旬報ベストテン4位

### 5月
- 海のロマンス（アメリカ）
- マッターホーン（ドイツ）
- 目覚め（アメリカ）
- モスコーの女（アメリカ）
- レッド・スキン（アメリカ）
- ワルツの夢（ドイツ）
- 3日
  - からたちの花（日本）
- 18日
  - 大都会　労働篇（日本） - キネマ旬報ベストテン9位
- 31日
  - 東京行進曲（日本）

### 6月
- アクメッド王子の冒険（ドイツ）
- 狼の唄（アメリカ）
- 躍る青春（アメリカ）
- クオリティ街（アメリカ）
- 三人の踊子（アメリカ）
- 青春（アメリカ）
- 世界大戦（ドイツ）
- 底抜け騒ぎ（ワイルド・パーティー）（アメリカ）
- 14日
  - 沓掛時次郎（日本、日活）

### 7月
- 裏切者（アメリカ）
- ダンセ・パリ（フランス）
- レヴューの巴里っ子（アメリカ）
- 4日
  - アッシャー家の末裔（フランス）[14]
- 5日
  - 一殺多生剣（日本）
  - 怪異千姫狂乱 （日本、マキノ・プロダクション）
  - 銀座王（日本、マキノ・プロダクション）
  - 戻橋（日本、マキノ・プロダクション） - 日本初のトーキー（ディスク式トーキー）
- 7日
  - 日活行進曲（日本）
- 19日
  - 多情仏心（日本）

### 8月
- 赤い酒（アメリカ）
- アルプス征服（ドイツ）
- 君恋し（アメリカ）
- 手紙（アメリカ）
- 懐しのアリゾナ（アメリカ）
- マタ・ハリ（ドイツ）
- 1日
  - 無理矢理三千石（日本） - キネマ旬報ベストテン8位

### 9月
- 生ける屍（ドイツ、ソ連） - キネマ旬報ベストテン外国映画5位
- 壁の穴（アメリカ）
- キートンのカメラマン（アメリカ）
- サンダーボルト（アメリカ）
- 四人の悪魔（アメリカ） - キネマ旬報ベストテン外国映画2位
- 6日
  - 大学は出たけれど（日本）
- 20日
  - 首の座（日本、マキノ・プロダクション） - キネマ旬報ベストテン1位
  - 斬人斬馬剣（日本、松竹キネマ） - キネマ旬報ベストテン6位
  - パイプの三吉（日本） - キネマ旬報ベストテン7位
- 26日
  - 今年竹（日本）

### 10月
- 思ひ出（アメリカ） - キネマ旬報ベストテン外国映画9位
- 活動役者（アメリカ）
- 恋の走馬燈（アメリカ）
- 撮影所殺人事件（アメリカ）
- 裁かるゝジャンヌ（フランス） - キネマ旬報ベストテン外国映画7位
- ショウ・ボート（アメリカ）
- ブロードウェイ（アメリカ）
- 四枚の羽根（アメリカ） - キネマ旬報ベストテン外国映画6位
- 17日
  - 不壊の白珠（日本）
  - 摩天楼　争闘篇（日本） - キネマ旬報ベストテン5位
- 25日
  - 会社員生活（日本）
  - 雲の王座（日本）

### 11月
- 黄金の世界へ（アメリカ）
- 踊る人生（アメリカ）
- 風（アメリカ）
- 曲線悩まし（アメリカ）
- グリーン家の惨劇（アメリカ）
- クリスティナ（アメリカ）
- コサック（アメリカ）
- 南海の白影（アメリカ）
- 母と子（ドイツ）
- ブルドッグ・ドラモンド（アメリカ）
- 港の女（アメリカ）
- ラスト・モーメント（アメリカ）
- 1日
  - 荒木又右衛門（日本）
  - 大尉の娘（日本）
- 8日
  - コケット（アメリカ）
- 9日
  - 赤穂浪士　第一篇　堀田隼人の巻（日本）
- 15日
  - 明眸禍（日本）
  - 浪人街 第三話 憑かれた人々（日本） - キネマ旬報ベストテン3位
- 29日
  - 都会交響楽（日本） - キネマ旬報ベストテン10位

### 12月
- キートンの結婚狂（アメリカ）
- 危険大歓迎（アメリカ）
- 恋のデパート（アメリカ）
- 紳士は金髪がお好き（アメリカ）
- 白銀の翼（フランス）
- 1日
  - 母（日本）
- 2日
  - ココナッツ（アメリカ）
- 14日
  - 貝殻一平 前篇（日本、帝国キネマ）
  - 貝殻一平 前篇（日本、東亜キネマ）
- 25日
  - 貝殻一平 前篇（日本、松竹キネマ）
- 31日
  - 貝殻一平 前篇（日本、河合）
  - 続影法師 狂燥篇（日本）